# Струґі-Кшивіцькі
Струґі-Кшивіцькі (пол. Strugi Krzywickie) — село в Польщі, у гміні Сенниця Мінського повіту Мазовецького воєводства.
Населення — 63 особи (2011).
У 1975-1998 роках село належало до Седлецького воєводства.

## Демографія
Демографічна структура станом на 31 березня 2011 року:
|          | Загалом | Допрацездатний вік | Працездатний вік | Постпрацездатний вік |
| -------- | ------- | ------------------ | ---------------- | -------------------- |
| Чоловіки | 34      | 5                  | 26               | 3                    |
| Жінки    | 29      | 7                  | 16               | 6                    |
| Разом    | 63      | 12                 | 42               | 9                    |